# Porto Rico (Paraná)
Porto Rico é um município brasileiro do estado do Paraná. Sua população é de 2.531 habitantes, conforme o censo realizado em 2010.

## Geografia
Localiza-se a uma latitude 22º46'20" sul e a uma longitude 53º16'01" oeste, estando a uma altitude de 252 metros. Possui uma área de 221,99 km².

## Turismo
Porto Rico possui parque aquático, resort, pousada, hotel e marinas. Como maior atrativo turístico do município, são suas praias de água doce, já que a cidade é banhado pelas águas do rio Paraná, que tem uma extensão de 1500 metros de largura. A principal praia de Porto Rico fica localizada na ilha Santa Rosa. Possui areia clara, águas cristalinas e temperatura agradável quase o ano todo. Além das praias, o município é rico em biodiversidade e fica localizado na Área de Proteção Ambiental das Ilhas e Várzeas do rio Paraná. Há passeios de barco e atividades de mergulho no rio Paraná. Nos períodos de alta temporada a população chega a quase 14 mil pessoas.
Todo esse fluxo de turistas em busca dos atrativos naturais do rio Paraná, levou a um crescimento desordenado da área urbana de Porto Rico, com a construção de grandes loteamentos, condomínios e rampas em área de preservação permanente (APP). Em 2014 deu-se início a um esforço conjunto, capitaneado pelo então chefe do Instituto Chico Mendes de Conservação da Biodiversidade (ICMBio) na região, Erick Xavier, para promover o crescimento ordenado e sustentável do município. O ordenamento do turismo e os esforços para a redução dos impactos ambientais também ocorreu nas praias.
Além do controle dos impactos pelo uso desordenado dos recursos naturais também houve um esforço para promover a pesca desportiva como alternativa para reduzir os impactos da atividade na biodiversidade aquática e para despoluir o rio Paraná. A limpeza do rio Paraná foi realizada com mergulhadores que recolheram petrechos de pesca abandonados que, além de causar risco de acidentes à atividade de mergulho livre e autônomo, promove a poluição das praias e a "pesca fantasma", que ocorre quando as redes e anzóis capturam os peixes mesmo após abandonados.